# 纤毛耳稃草
纤毛耳稃草（学名：Garnotia ciliata）为禾本科耳稃草属下的一个变种。

## 扩展阅读
維基物種上的相關：纤毛耳稃草